# Eszperantó-forrás (Dombóvár)
Lehman György Eszperantó-forrás néven van egy forrás Dombóváron. Eszperantó-forrás néven Magyarországon még legalább öt másik forrás is létezik – Nagybakónaknál kettő, Piliscsévnél, Lillafürednél és Kaposváron, de a piliscsévi viseli legrégebb óta ezt az elnevezést. A piliscsévi forrás elnevezése egy spontán folyamatot indított el, az eszperantó forráskultuszt.

## Fekvése
A Kapos-hegyháti Natúrpark területén, Tolna vármegye, Dombóvár (Kis-Konda-patak Völgye Természetvédelmi Terület). A forrás a dombóvári Róka-völgyben, a Szállásréti-tó felett, a Kis-Konda patak és a valamikori kisvasút töltésének nyomvonalán kialakított gyalogút között található, a két Róka-völgyi tábla, "É" és "D" között. (Google térkép: Lehman György Eszperantó-forrás)
A forrás környezete:

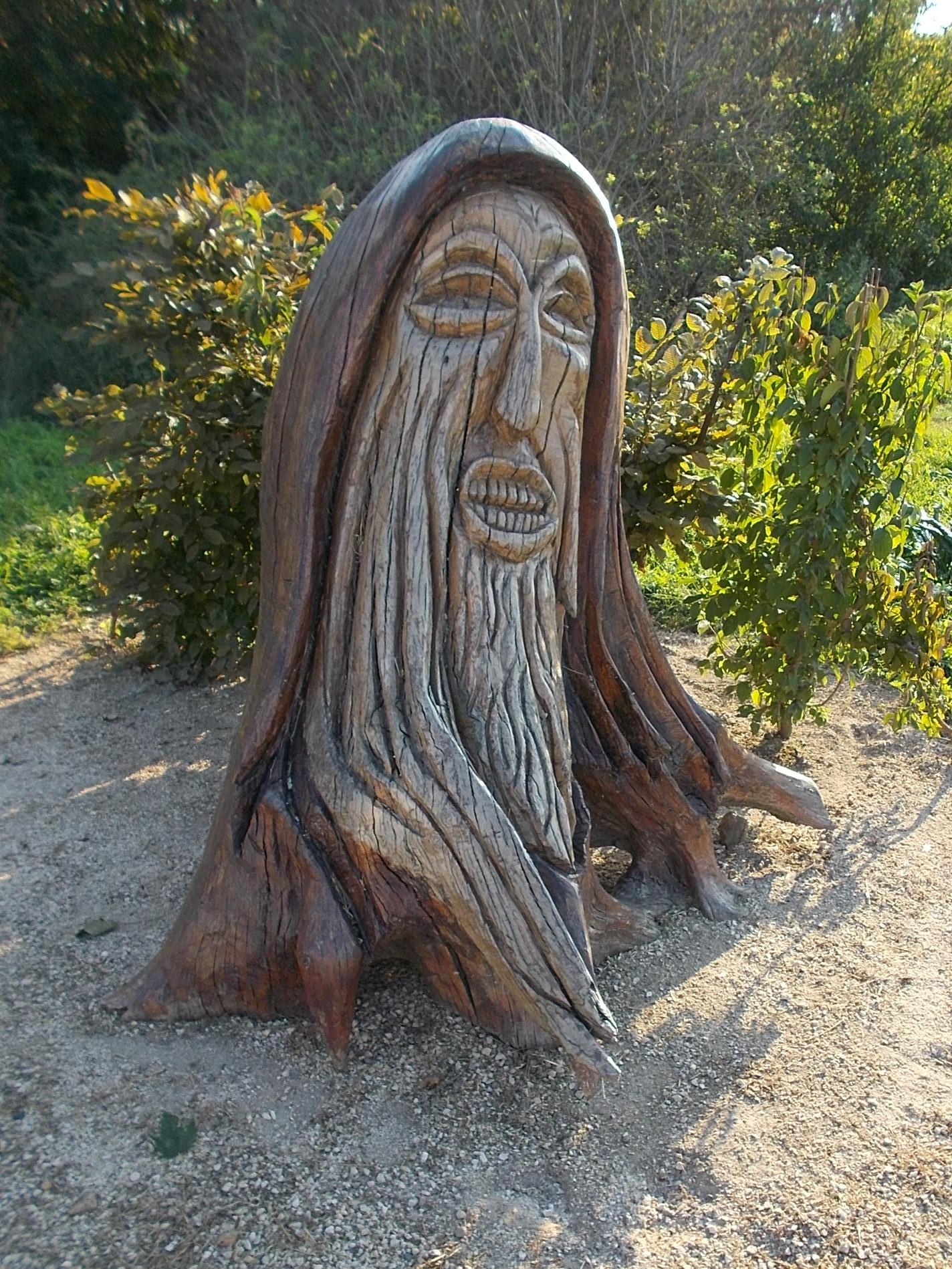
Északon: Konda-völgy őrzője
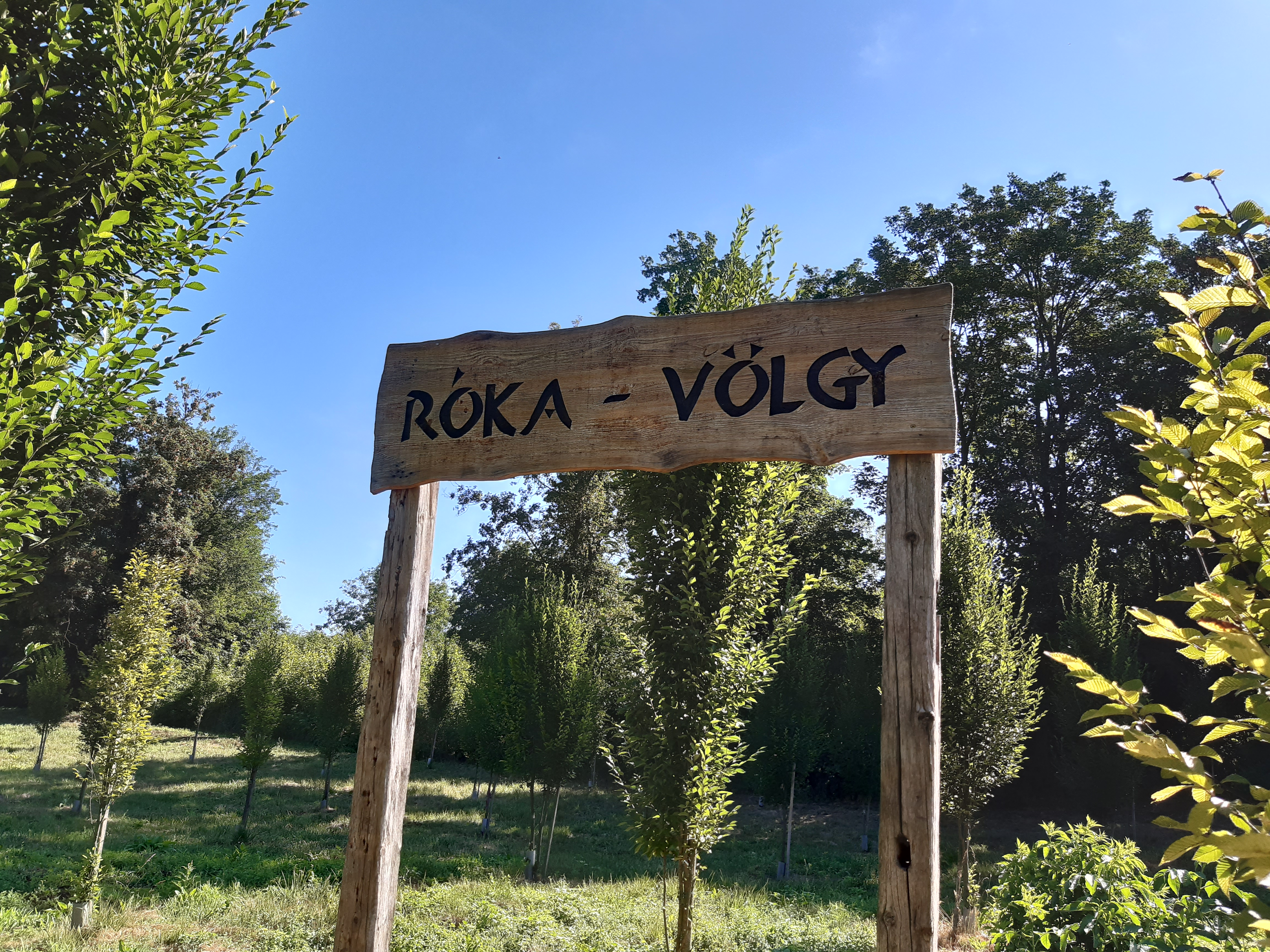
Róka-völgyi tábla, "É"
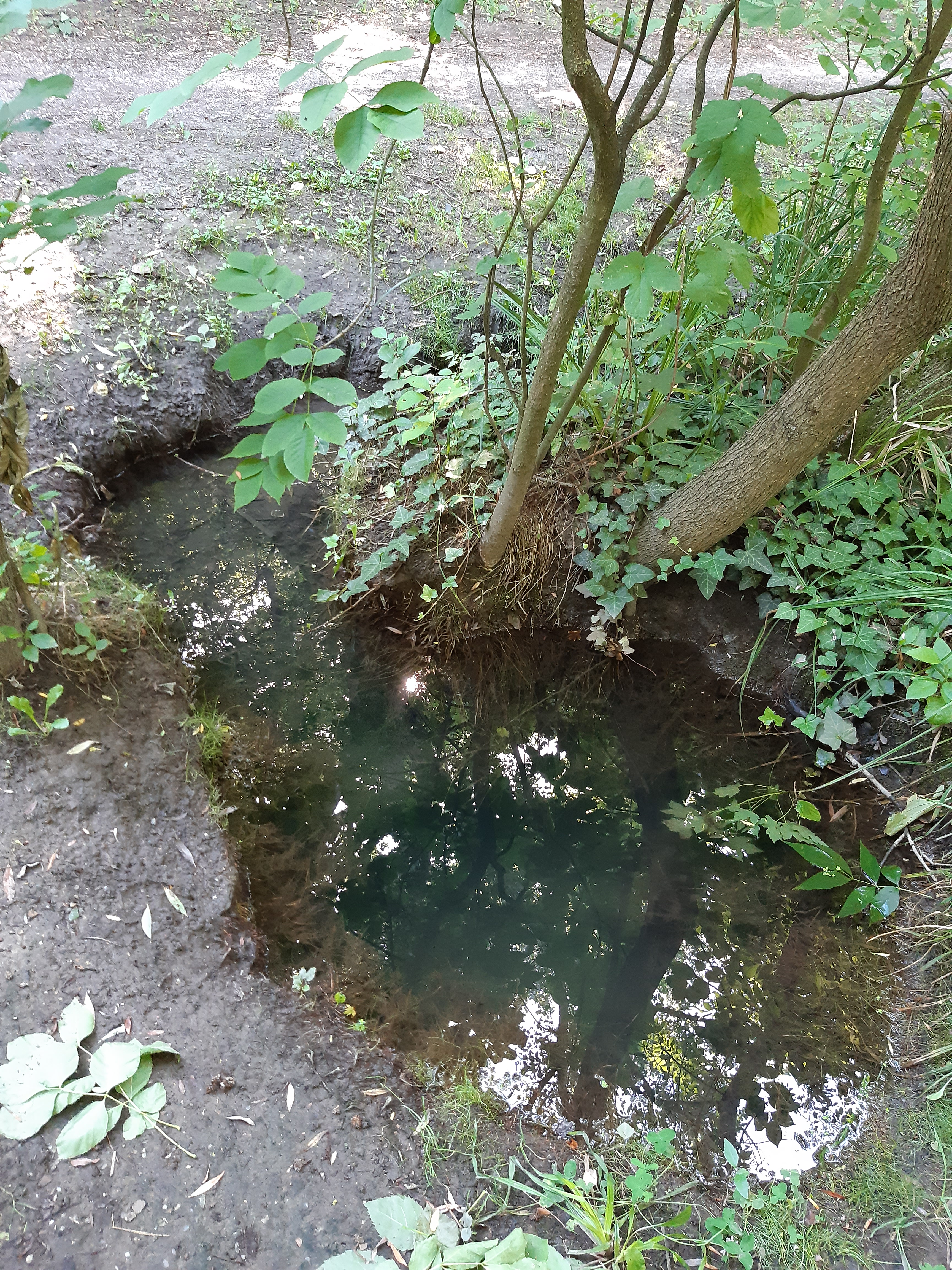
Lehman György Eszperantó-forrás – Esperanto-fonto
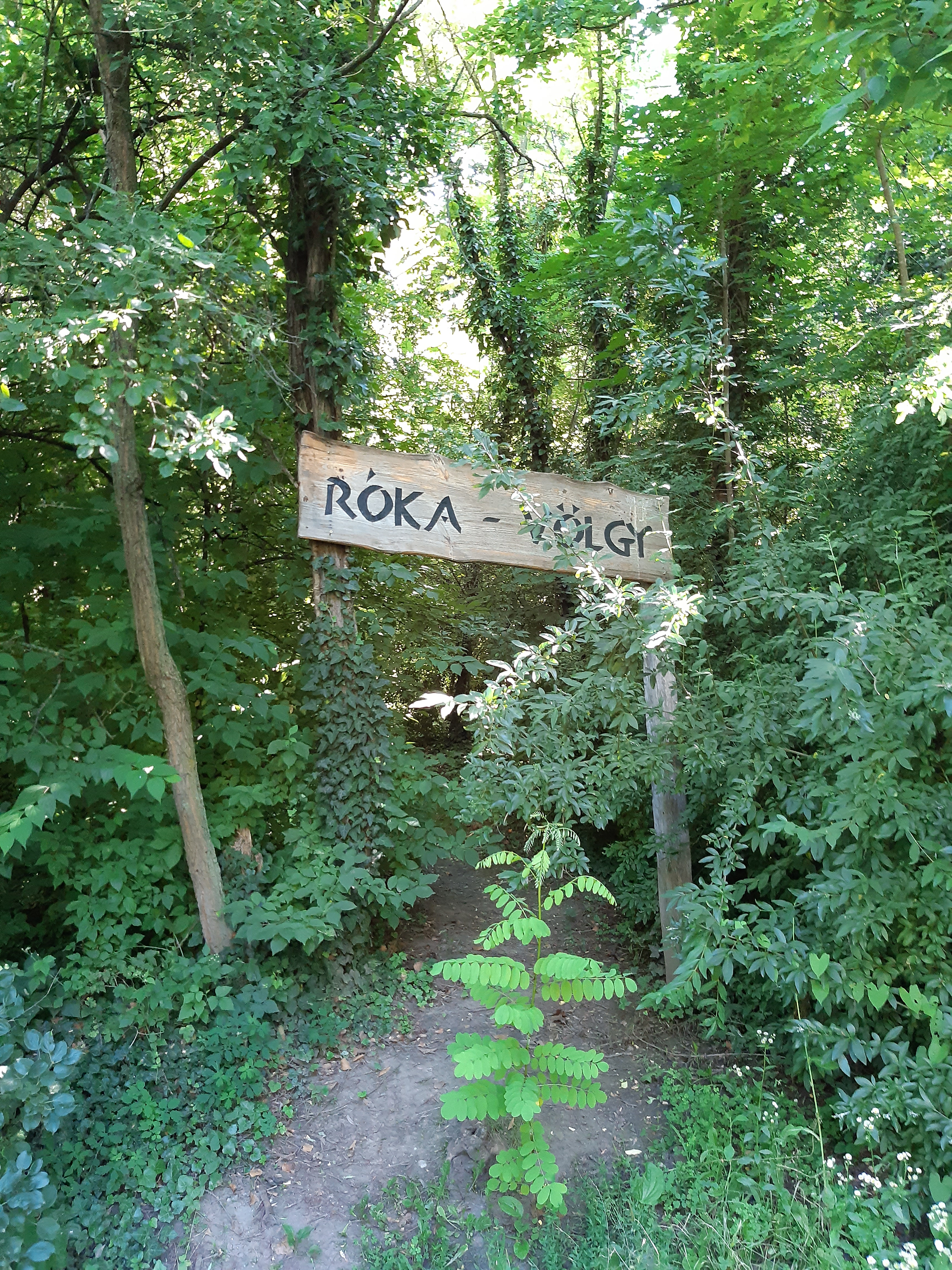
Róka-völgyi tábla, "D"
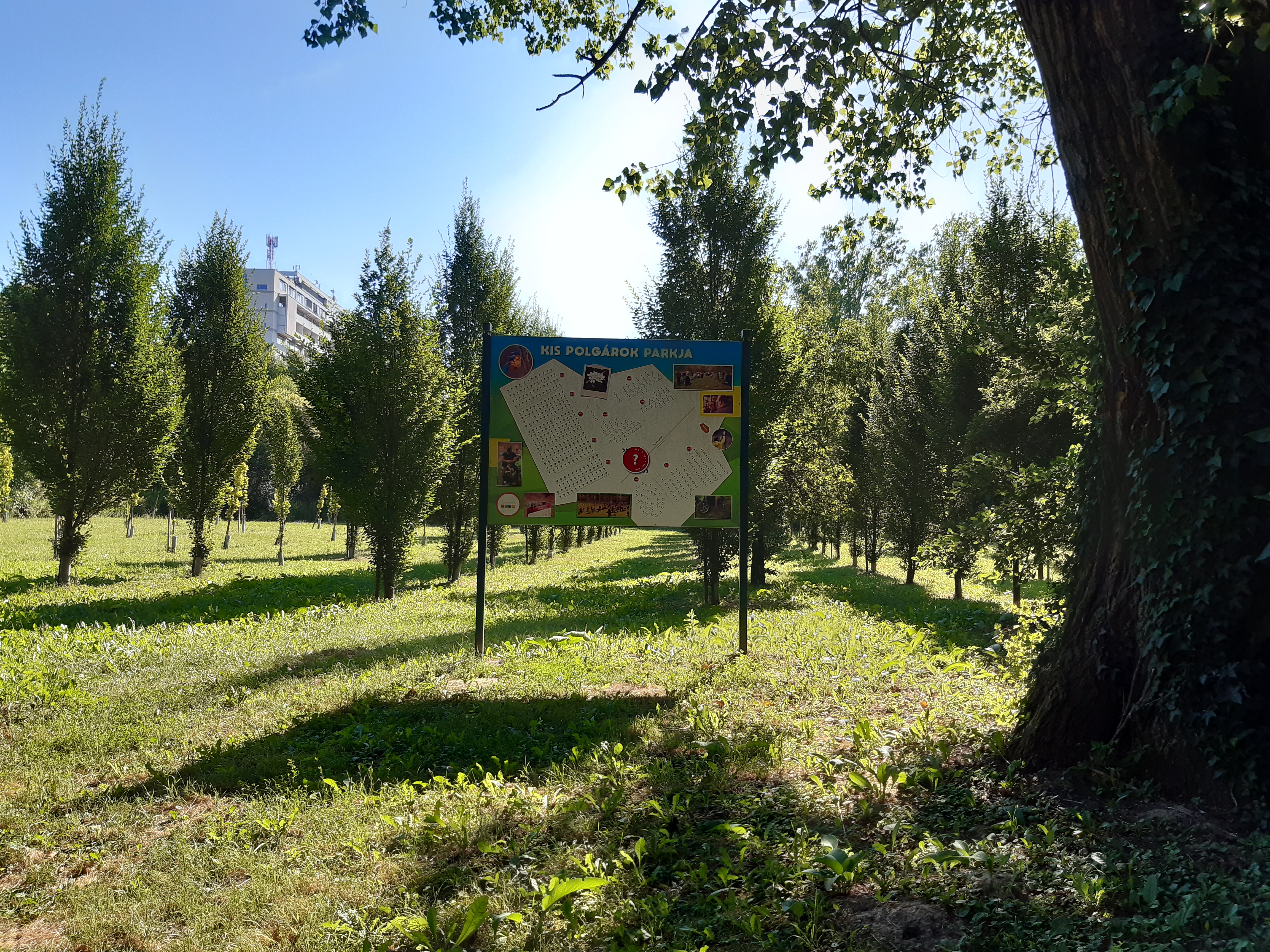
Délen: Kis Polgárok Parkja

## További képek
További képek a Szállásréti-tóról
További képek a Kis-Konda patak völgyéről

## Története
Az 1920-as évek elején a Komárom-Esztergom vármegyei eszperantisták egy Piliscsévhez közeli forrást elneveztek Eszperantó-forrásnak. Ezzel elindították az eszperantó forráskultuszt, melyhez később csatlakoztak lillafüredi, nagybakónaki és kaposvári eszperantisták, akik szintén az Eszperantó-forrás névvel láttak el egy-egy forrást (esperanto magyarul reménykedőt jelent). A Magyarországon közel 7000 ezer forrás közül mindössze öt kapott csak Eszperantó-forrás nevet 2022-ig. A dombóvári eszperantisták, pártoló tagjaik és szimpatizánsaik a 2022. március 22. (A víz világnapja) és 2022. június 5. (Környezetvédelmi világnap) közötti időszakban úgy határoztak, hogy a dombóvári Róka-völgyben található, név nélküli forrást Lehman György (1901-1932) dombóvári segédjegyzőről, az első dombóvári eszperantistáról Lehman György Eszperantó-forrás – Esperanto-fonto-nak nevezik el. A helyi Kamarado-k emléktábla készítését és kihelyezését tervezik. 2022-ben az eszperantó 135 éves. 1887. július 26-án jelent meg az Unua Libro, így a forrás névnapja július 26 (az Eszperantó-nap) lett.

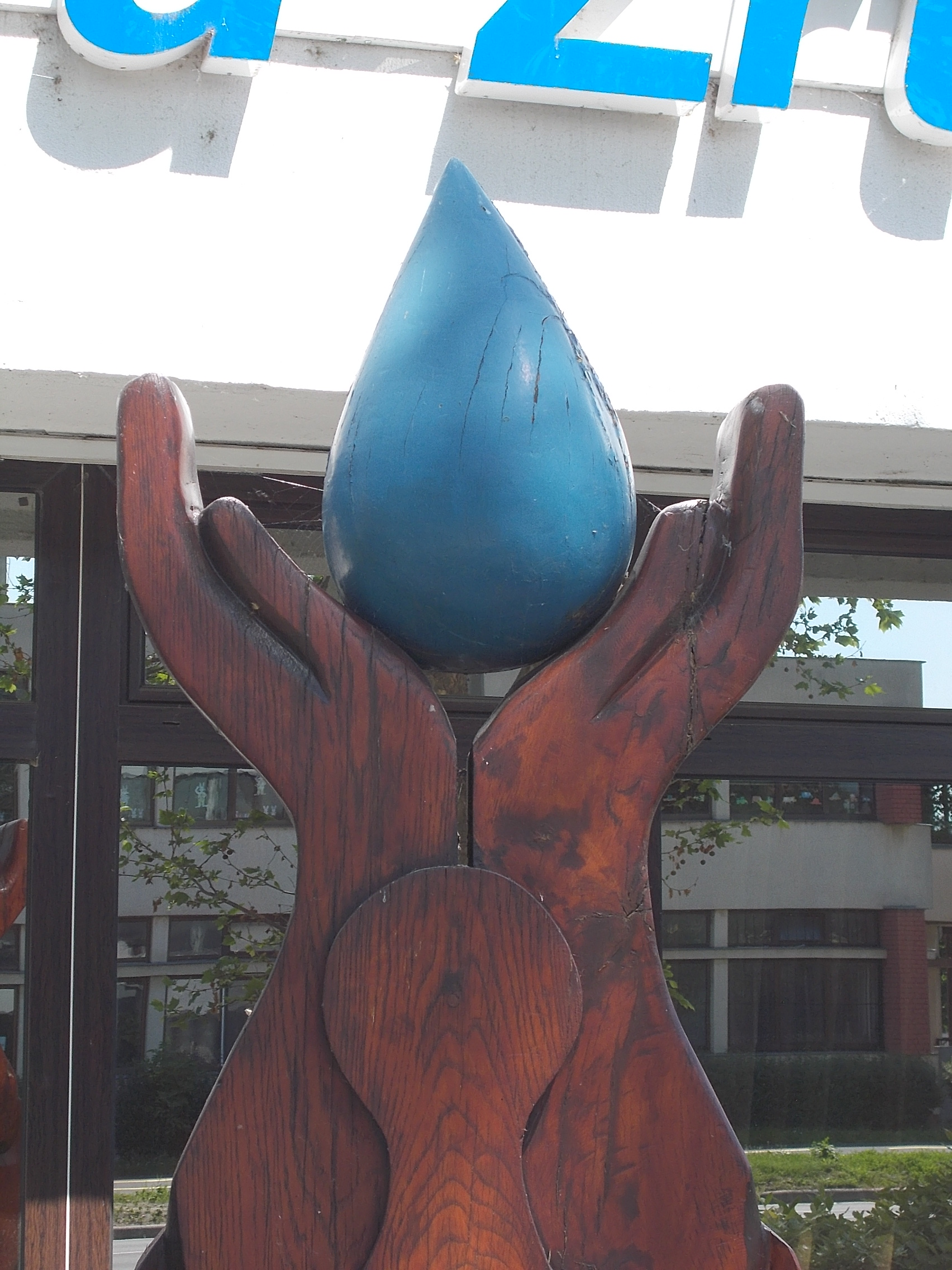
A víz világnapja szobor - Siófok
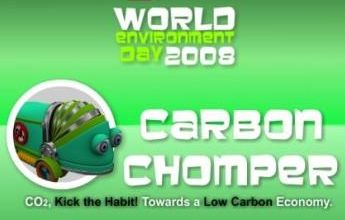
Környezetvédelmi világnap plakát

## Túraútvonalak
Nordic walking Konda-völgyi tókör (Tüskei tókör): Gyár utca – Konda-völgy – Tüskei tavak – Gyár utca. A 12 kilométeres túraútvonal része az Eszperantó-forrás is.
A túra csak gyalogosan teljesíthető.

### Alternatív túra
Aki teljesíti ezt a túrát, megismerheti a dombóvári eszperantisták által Dombóváron kihelyezett eszperantó vonatkozású emléktáblákat. A túra teljesíthető gyalogosan, kerékpárral, gépjárművel és helyi járatos buszokkal is. 
- Az útvonal: Katolikus temető (régi temető) ravatalozójának keleti homlokzata : Eszperantó Pantheon – Dombóvári Helytörténeti Múzeum : Lengyel Pál eszperantista nyomdász nyomdaszekrénye és Eszperantó Gyűjtemény – Dombóvár vasútállomás peron felőli oldala : A világ megismerhető emléktábla – Szent Orsolya Rendi Gárdonyi Géza  Katolikus Általános Iskola, Alapfokú Művészeti Iskola és Kollégium : Eszperantó földgömb – Dombóvári Illyés Gyula Gimnázium : L. L. Zamenhof emléktábla – Tinódi Ház eszperantó emléktáblái - Kis-Konda-patak völgye : Lehman György Eszperantó-forrás – Gunarasfürdő Európa Hotel : Barátság emléktábla